# Station Będziemyśl
Station Będziemyśl is een spoorwegstation in de Poolse plaats Będziemyśl.